# Rhodesiella atrifrons
Rhodesiella atrifrons är en tvåvingeart som först beskrevs av Malloch 1931.  Rhodesiella atrifrons ingår i släktet Rhodesiella och familjen fritflugor. Inga underarter finns listade i Catalogue of Life.